# Australitermes
Australitermes es un género de termitas  perteneciente a la familia Termitidae que tiene las siguientes especies:

## Especies
1. Australitermes dilucidus
2. Australitermes insignitus
3. Australitermes perlevis